# Strela (satellite)
Strela (cirillico: Стрела, freccia) è una famiglia di satelliti artificiali per comunicazioni militari di sviluppo e fabbricazione sovietica (e poi russa), progettati per operare generalmente in orbita terrestre media. Ne sono stati lanciati centinaia di esemplari di diverse versioni, tra il 1964 ed il 2004.

## Sviluppo e caratteristiche generali
Il sistema satellitare per comunicazioni militari Strela fu dispiegato sperimentalmente a partire dagli anni sessanta. In particolare, era composto da due tipi di satelliti, che doveva essere in grado di garantire sia le comunicazioni delle forze armate, sia quelle legate ad attività di intelligence.

Le prove operative del sistema iniziarono nel 1964, con il lancio e la messa in orbita dei primi Strela-1. Si trattava di una serie di prototipi realizzati nell'ambito dello sviluppo della versione definitiva, chiamata Strela-1M. A partire dall'anno successivo, iniziarono i lanci degli Strela-2, nell'ambito dello sviluppo della successiva versione Strela-2M.
- Strela-1/1M: si trattava di satelliti di piccole dimensioni, con una massa nell'ordine dei 50–60 kg. Potevano essere portati in orbita mediante lanci multipli (da due a cinque esemplari per i prototipi, otto per la versione di serie), ed erano utilizzati per le normali comunicazioni. In pratica, il satellite riceveva i dati da ogni parte del mondo e li ritrasmetteva a terra non appena era abbastanza vicino al territorio sovietico.
- Strela-2/2M: si trattava di satelliti di dimensioni maggiori, con una massa nell'ordine degli 800–900 kg. Venivano portati in orbita singolarmente, ed erano utilizzati per le comunicazioni criptate.

Il sistema fu accettato dalle autorità militari nel biennio 1973-1974. Una costellazione tipica di Strela era composta da alcune dozzine di Strela-1M ed otto Strela-2M.

Entrambi i modelli furono sostituiti negli anni novanta dai più perfezionati Strela-3. In dettaglio, gli Strela-1M furono ritirati dal servizio a partire dal 1992, mentre gli Strela-2M dal 1994.

A partire dal 2005, è stata realizzata una versione perfezionata degli Strela-3. Tali satelliti sono chiamati Rodnik. Inoltre, negli anni novanta, fu sviluppata una variante per utilizzo commerciale, chiamata Gonets-D.
| Tabella riepilogativa dei satelliti Strela | Tabella riepilogativa dei satelliti Strela | Tabella riepilogativa dei satelliti Strela | Tabella riepilogativa dei satelliti Strela | Tabella riepilogativa dei satelliti Strela |
| Versione                                   | Primo lancio                               | Ultimo lancio                              | Esemplari costruiti                        | Lanciati con successo                      |
| ------------------------------------------ | ------------------------------------------ | ------------------------------------------ | ------------------------------------------ | ------------------------------------------ |
| Strela-1                                   | 18 agosto 1964                             | 18 settembre 1965                          | 29                                         | 26                                         |
| Strela-2                                   | 18 dicembre 1965                           | 27 agosto 1968                             | 5                                          | 3                                          |
| Strela-1M                                  | 25 aprile 1970                             | 3 giugno 1992                              | 368                                        | 360                                        |
| Strela-2M                                  | 27 giugno 1970                             | 20 dicembre 1994                           | 52                                         | 49                                         |
| Strela-3                                   | 15 gennaio 1985                            | 23 settembre 2004                          | 136                                        | 121                                        |
| Strela-3M (Rodnik)                         | 2005                                       | presente                                   | ?                                          | 21 (al 2019)                               |

## Strela-1
Gli Strela-1 (11F610) erano dei satelliti di piccole dimensioni, utilizzati come base per lo sviluppo delle tecnologie necessarie alle versioni successive. La massa degli Strela-1 era di 50 kg, con un diametro di 75 centimetri. Si trattava di satelliti progettati per operare in orbita terrestre media, con un perigeo di 1.432 km ed un apogeo di 1.488 km
Il sistema fu schierato in via sperimentale nel biennio 1964-1965. Complessivamente, ne furono costruiti 29 esemplari, 26 dei quali vennero lanciati con successo mediante lanciatori Kosmos in altrettante missioni Cosmos. Furono sostituiti dai più moderni Strela-1M.
Gli Strela-1 venivano messi in orbita mediante lanci multipli (da due a cinque esemplari con lo stesso vettore). Uno di questi lanci si risolse in un insuccesso a causa di un problema tecnico al razzo vettore, che per motivi sconosciuti non raggiunse l'orbita.
- 18 agosto 1964: Cosmos 38, 39 e 40
- 22 agosto 1964: Cosmos 42 e 43
- 23 ottobre 1964: lancio fallito (Cosmos 49, 50 e 51).
- 21 febbraio 1965: Cosmos 54, 55 e 56
- 15 marzo 1965: Cosmos 61, 62 e 63
- 16 luglio 1965: Cosmos 71, 72, 73, 74 e 75
- 3 settembre 1965: Cosmos 80, 81, 82, 83 e 84
- 18 settembre 1965: Cosmos 86, 87, 88, 89 e 90

## Strela-2
Gli Strela-2 (11F610, nome in codice Pchela) erano satelliti per comunicazioni utilizzati anch'essi come base per lo sviluppo delle tecnologie necessarie alle versioni definitive. Si differivano dai precedenti Strela-1 per le loro maggiori dimensioni (massa tipica: 800 kg, diametro: 2,04 metri)
Gli Strela-1 operavano in orbita terrestre media (perigeo: 775 km, apogeo: 800 km), e vi venivano collocati da vettori Kosmos. Complessivamente, ne furono costruiti cinque esemplari, di cui tre lanciati con successo, tra il 1965 ed il 1968. I lanci falliti furono dovuti al mancato raggiungimento (per cause ignote) dell'orbita. Al contrario degli Strela-1, era necessario un singolo vettore per ogni satellite.
Gli Strela-2 furono sostituiti dai definitivi Strela-2M a partire dagli anni settanta.
- 28 dicembre 1965: Cosmos 103
- 16 novembre 1966: lancio fallito (Cosmos 132)
- 24 marzo 1967: Cosmos 151
- 15 giugno 1968: lancio fallito (Cosmos 227)
- 27 agosto 1968: Cosmos 236

## Strela-1M
Gli Strela-1M (11F625) erano la versione “di serie” dei precedenti Strela-1. In generale, avevano le stesse dimensioni, ma una massa superiore (61 kg). L'inclinazione era di 74 gradi, l'apogeo di 1.432 km ed il perigeo di 1.488 km (gli stessi valori della versione di pre-serie). L'autonomia di servizio era di sei mesi.

Il lancio veniva effettuato tramite lanciatori Kosmos-3M, in gruppi da otto, ed i satelliti venivano posti in orbita terrestre media. I lanci iniziarono nel 1970, e gli Stela-1M furono accettati dalle autorità militari nel 1973. Furono sostituiti dai più perfezionati Strela-3 a partire dal 1985, e vennero definitivamente ritirati nel 1992.

Complessivamente, ne furono costruiti ben 368, 360 dei quali lanciati con successo.
- 25 aprile 1970: Cosmos 336, 337, 338, 339, 340, 341, 342 e 343
- 7 maggio 1971: Cosmos 411, 412, 413, 414, 415, 416, 417 e 418
- 13 ottobre 1971: Cosmos 444, 445, 446, 447, 448, 449, 450 e 451
- 20 luglio 1972: Cosmos 504, 505, 506, 507, 508, 509, 510 e 511
- 1º novembre 1972: Cosmos 528, 529, 530, 531, 532, 533, 534 e 535
- 8 giugno 1973: Cosmos 564, 565, 566, 567, 568, 560, 570 e 571
- 2 ottobre 1973: Cosmos 588, 589, 590, 591, 592, 593, 594 e 595
- 12 dicembre 1973: Cosmos 617, 618, 619, 620, 621, 622, 623 e 624
- 23 aprile 1974: Cosmos 641, 642, 643, 644, 645, 646, 647 e 648
- 19 settembre 1974: Cosmos 677, 678, 679, 680, 681, 682, 683 e 684
- 28 febbraio 1975: Cosmos 711, 712, 713, 174, 715, 716, 717 e 718
- 28 maggio 1975: Cosmos 732, 733, 734, 735, 736, 737, 738 e 739
- 17 settembre 1975: Cosmos 761, 762, 763, 764, 765, 766, 767 e 768
- 28 gennaio 1976: Cosmos 791, 792, 793, 794, 795, 796, 797 e 798
- 15 giugno 1976: Cosmos 825, 826, 827, 828, 829, 830, 831 e 832
- 7 dicembre 1976: Cosmos 871, 872, 873, 874, 875, 876, 877 e 878
- 24 agosto 1977: Cosmos 939, 940, 941, 942, 943, 944, 945 e 946
- 10 gennaio 1978: Cosmos 976, 977, 978, 979, 980, 981, 982 e 983
- 7 giugno 1978: Cosmos 1013, 1014, 1015, 1016, 1017, 1018, 1019 e 1020
- 4 ottobre 1978: Cosmos 1034, 1035, 1036, 1037, 1038, 1039, 1040 e 1041
- 5 dicembre 1978: Cosmos 1051, 1052, 1053, 1054, 1055, 1056, 1057 e 1058
- 15 marzo 1979: Cosmos 1081, 1082, 1083, 1084, 1085, 1086, 1087 e 1088
- 25 settembre 1979: Cosmos 1130, 1131, 1132, 1133, 1134, 1135, 1136 e 1137
- 11 febbraio 1980: Cosmos 1156, 1157, 1158, 1159, 1160, 1161, 1162 e 1163
- 9 luglio 1980: Cosmos 1192, 1193, 1194, 1195, 1196, 1197, 1198 e 1199
- 23 dicembre 1980: Cosmos 1228, 1229, 1230, 1231, 1232, 1233, 1234 e 1235
- 6 marzo 1981: Cosmos 1250, 1251, 1252, 1253, 1254, 1255, 1256 e 1257
- 6 agosto 1981: Cosmos 1287, 1288, 1289, 1290, 1291, 1292, 1293 e 1294
- 28 novembre 1981: Cosmos 1320, 1321, 1322, 1323, 1324, 1325, 1326 e 1327
- 6 maggio 1982: Cosmos 1357, 1358, 1359, 1360, 1361, 1362, 1363 e 1364
- 21 agosto 1982: Cosmos 1388, 1389, 1390, 1391, 1392, 1393, 1394 e 1395
- 24 novembre 1982: lancio fallito (Cosmos 1422, 1423, 1424, 1425, 1426, 1427, 1428 e 1429)
- 19 gennaio 1983: Cosmos 1429, 1430, 1431, 1432, 1433, 1434, 1435 e 1436
- 6 luglio 1983: Cosmos 1473, 1474, 1475, 1476, 1477, 1478, 1479 e 1480
- 5 gennaio 1984: Cosmos 1522, 1523, 1524, 1525, 1526, 1527, 1528 e 1529
- 28 maggio 1984: Cosmos 1559, 1560, 1561, 1562, 1563, 1564, 1565 e 1566
- 21 marzo 1985: Cosmos 1635, 1636, 1637, 1638, 1639, 1640, 1641 e 1642
- 9 gennaio 1986: Cosmos 1716, 1717, 1718, 1719, 1720, 1721, 1722 e 1723
- 6 giugno 1986: Cosmos 1748, 1749, 1750, 1751, 1752, 1753, 1754 e 1755
- 21 novembre 1986: Cosmos 1794, 1795, 1796, 1797, 1798, 1799, 1800 e 1801
- 16 giugno 1987: Cosmos 1852, 1853, 1854, 1855, 1856, 1857, 1858 e 1859
- 11 marzo 1988: Cosmos 1924, 1925, 1926, 1927, 1928, 1929, 1930 e 1931
- 24 marzo 1989: Cosmos 2008, 2009, 2010, 2011, 2012, 2013, 2014 e 2015
- 6 aprile 1990: Cosmos 2064, 2065, 2066, 2067, 2068, 2069, 2070 e 2071
- 12 febbraio 1991: Cosmos 2125, 2126, 2127, 2128, 2129, 2130, 2131 e 2132
- 3 giugno 1992: Cosmos 2187, 2188, 2189, 2190, 2191, 2192, 2193 e 2194

## Strela-2M
Gli Strela-2M (11F610) erano la versione definitiva degli Strela-2. In generale, erano caratterizzati da maggiori dimensioni (3 metri di lunghezza e 2,04 di diametro) e peso (900 kg). L'inclinazione era di 74 gradi, l'apogeo di 775 km ed il perigeo di 800 km. Dal punto di vista tecnico, utilizzavano un involucro cilindrico del tipo KAUR-1, caratterizzato da un diametro di 2,035 metri, da celle solari ed un sistema di “radiatori” per la regolazione della temperatura montati esternamente. L'autonomia era compresa tra i 24 ed i 36 mesi.

Tali satelliti venivano lanciati singolarmente da vettori Kosmos-3M, e posti in tre orbite planetarie. I lanci iniziarono nel 1970, e gli Strela-2M furono accettati dalle autorità militari nel 1974. Rimasero operativi fino al 1994, quando furono sostituiti dai più perfezionati Strela-3.

Complessivamente, ne furono costruiti 52, di cui 49 lanciati con successo in altrettante missioni Cosmos.
- 27 giugno 1970: lancio fallito (Cosmos 352).
- 16 ottobre 1970: Cosmos 372
- 23 aprile 1971: Cosmos 407
- 17 dicembre 1971: Cosmos 468
- 23 giugno 1972: Cosmos 494
- 17 ottobre 1972: lancio fallito (Cosmos 525).
- 25 dicembre 1972: Cosmos 540
- 4 dicembre 1973: Cosmos 614
- 11 settembre 1974: Cosmos 676
- 30 settembre 1975: Cosmos 773
- 28 novembre 1975: Cosmos 783
- 29 giugno 1976: Cosmos 836
- 15 luglio 1976: Cosmos 841
- 29 settembre 1976: Cosmos 858
- 1º luglio 1977: Cosmos 923
- 16 dicembre 1977: Cosmos 968
- 17 febbraio 1978: Cosmos 990
- 21 giugno 1978: Cosmos 1023
- 16 novembre 1978: Cosmos 1048
- 28 giugno 1979: Cosmos 1110
- 28 agosto 1979: Cosmos 1125
- 11 ottobre 1979: Cosmos 1140
- 1º luglio 1980: Cosmos 1190
- 7 maggio 1981: Cosmos 1269
- 28 agosto 1981: Cosmos 1302
- 7 gennaio 1982: Cosmos 1331
- 28 aprile 1982: Cosmos 1354
- 1º giugno 1982: Cosmos 1371
- 30 agosto 1982: lancio fallito (Cosmos 1403)
- 11 novembre 1982: Cosmos 1420
- 12 aprile 1983: Cosmos 1452
- 3 agosto 1983: Cosmos 1486
- 12 ottobre 1983: Cosmos 1503
- 21 febbraio 1984: Cosmos 1538
- 8 giugno 1984: Cosmos 1570
- 17 gennaio 1985: Cosmos 1624
- 4 settembre 1985: Cosmos 1680
- 17 aprile 1986: Cosmos 1741
- 16 luglio 1986: Cosmos 1763
- 10 settembre 1986: Cosmos 1777
- 21 gennaio 1987: Cosmos 1814
- 9 giugno 1987: Cosmos 1850
- 1º dicembre 1987: Cosmos 1898
- 5 aprile 1988: Cosmos 1937
- 21 giugno 1988: Cosmos 1954
- 26 gennaio 1989: Cosmos 1992
- 18 gennaio 1990: Cosmos 2056
- 10 dicembre 1990: Cosmos 2112
- 11 giugno 1991: Cosmos 2150
- 12 agosto 1992: Cosmos 2208
- 16 giugno 1993: Cosmos 2251
- 20 dicembre 1994: Cosmos 2298

## Strela-3
Gli Strela-3 (17F13) costituivano la seconda generazione di satelliti per comunicazioni militari. Lo sviluppo iniziò nel 1973, inizialmente per conto del GRU. In generale, si trattava di satelliti più grandi e potenti dei precedenti Strela-1M (1,5 metri di lunghezza ed uno di diametro), con una massa superiore di circa quattro volte (220 kg). L'inclinazione era di 82,6 gradi, l'apogeo di 1.400 km ed il perigeo di 1.414 km. I voli di prova iniziarono nel 1985, ed entrarono in servizio nel 1990. Una costellazione completa di Strela-3 era composta da dodici satelliti in due orbite planetarie. Tali satelliti venivano lanciati in gruppi di sei mediante vettori Cyklon, oppure a coppie mediante lanciatori Kosmos-3M.

Complessivamente, ne furono costruiti 136, di cui 121 lanciati con successo in altrettante missioni Cosmos fino al 2004. Gli Strela-3 sostituirono sia gli Strela-1M (1992), sia gli Strela-2M (1994).
Dopo il 1991 in seguito alla fine dell'URSS i satelliti Strela-3 passarono alla Russia e il vettore Cyklon passò all'Ucraina, pertanto dal 1992 i lanci con questo vettore vennero effettuati in collaborazione tra le due nazioni.
- 15 gennaio 1985: Cosmos 1617, 1618, 1619, 1620, 1621 e 1622
- 9 ottobre 1985: Cosmos 1690, 1691, 1962, 1963, 1694 e 1695
- 15 ottobre 1986: lancio fallito (Cosmos 1786, 1787, 1788, 1789, 1790 e 1791) per un malfunzionamento del primo stadio.
- 13 marzo 1987: Cosmos 1827, 1828, 1829, 1830, 1831 e 1832
- 7 settembre 1987: Cosmos 1875, 1876, 1877, 1878, 1879 e 1880
- 15 gennaio 1988: Cosmos 1909, 1910, 1911, 1912, 1913 e 1914
- 10 febbraio 1989: Cosmos 1994, 1995, 1996, 1997, 1998 e 1999
- 14 settembre 1989: Cosmos 2038, 2039, 2040, 2041, 2042 e 2043
- 8 agosto 1990: Cosmos 2090, 2091, 2092, 2093, 2094 e 2095
- 22 dicembre 1990: Cosmos 2114, 2115, 2116, 2117, 2118 e 2119
- 16 maggio 1991: Cosmos 2143, 2144, 2145, 2146, 2147 e 2148
- 28 settembre 1991: Cosmos 2157, 2158, 2159, 2160, 2161 e 2162
- 12 novembre 1991: Cosmos 2165, 2166, 2167, 2168, 2169 e 2170
- 13 luglio 1992: Cosmos 2197, 2198, 2199, 2200, 2201 e 2202
- 20 ottobre 1992: Cosmos 2211, 2212, 2213, 2214, 2215 e 2216
- 11 maggio 1993: Cosmos 2245, 2246, 2247, 2248, 2249 e 2250
- 24 giugno 1993: Cosmos 2252, 2253, 2254, 2255, 2256 e 2257
- 12 febbraio 1994: Cosmos 2268, 2269, 2270, 2271, 2272 e 2273
- 26 dicembre 1994: Cosmos 2299, 2300, 2301, 2302, 2303 e 2304
- 19 febbraio 1996: Cosmos 2328, 2329 e 2330
- 14 febbraio 1997: Cosmos 2337, 2338 e 2339
- 15 giugno 1998: Cosmos 2352, 2353, 2354, 2355, 2356 e 2357. A causa di un malfunzionamento al sistema di controllo, i satelliti furono posti in un'orbita errata.
- 27 dicembre 2000: lancio fallito (Cosmos 2377, 2378 e 2379) a causa di un malfunzionamento del terzo stadio. Il missile con il suo carico precipitò nei pressi dell'isola di Wrangel.
- 28 dicembre 2000: Cosmos 2384, 2385 e 2386
- 8 luglio 2002: Cosmos 2390 e 2391
- 19 agosto 2003: Cosmos 2400 e 2401
- 23 settembre 2004: Cosmos 2408 e 2409.